# Marie-Christine Labourdette
Pour les articles homonymes, voir Labourdette.
Marie-Christine Labourdette est une haute fonctionnaire française. Elle a notamment exercé les fonctions de directrice des musées de France (2008-2018), présidente de la Cité de l'architecture et du patrimoine (2018-2021), puis de l'Établissement public du château de Fontainebleau (depuis 2021).

## Carrière
Sortie de l'École nationale d'administration en 1988 (promotion Michel de Montaigne), Marie-Christine Labourdette commence à divers postes à la Ville de Paris.
En 1994, elle dirige la mission du développement de la déconcentration au ministère de la Culture. Elle a été secrétaire générale de l’Académie de France à Rome à la Villa Médicis de 1999 à 2003, puis directrice régionale des Affaires culturelles de Bourgogne.
En 2007 elle rejoint le cabinet de Christine Albanel au ministère de la Culture, comme conseillère des patrimoines, de l'architecture et des musées.
En juin 2008 elle est nommée directrice des Musées de France,, puis directrice chargée des musées dans la nouvelle direction générale des Patrimoines en 2010. Elle y assume le pilotage de la politique publique nationale en faveur des musées de France, notamment l’élaboration et la mise en œuvre d’un Plan Musées qui a concerné 80 projets de construction ou de rénovation de musées de France : réalisation du MuCEM à Marseille, rénovation du musée national Adrien Dubouché à Limoges, rénovation du musée franco-américain du château de Blérancourt, Musée de Pont-Aven (Finistère).
Le 1er mars 2018 elle est nommée à la présidence de la Cité de l'architecture et du patrimoine, où elle succède à Guy Amsellem. Elle a notamment augmenté de 50%, la fréquentation de l’institution pendant sa présidence. Elle a   également créé le du Centre  collections et archives d’architecture, qui permettra à la Cité d’« assumer pleinement son rôle de mémoire vivante et active de la vie architecturale de notre pays », selon la ministre Roselyne Bachelot.
Le 8 mars 2021, elle prend ses nouvelles fonctions de présidente du château de Fontainebleau.
Depuis décembre 2021, elle est également présidente de l'Ecole spéciale d'architecture (Paris).

## Décorations
Étant membre du conseil de l'ordre des Arts et des Lettres, elle est ex officio commandeur de l'ordre des Arts et des Lettres.
- 2022 :  Officière de la Légion d'honneur[11]